# Astragalus sericopetalus
Astragalus sericopetalus är en ärtväxtart som beskrevs av Ernst Rudolf von Trautvetter. Astragalus sericopetalus ingår i släktet vedlar, och familjen ärtväxter. Inga underarter finns listade i Catalogue of Life.